# 海伦·约翰松
海伦·约翰松（瑞典語：Helen Johansson，1965年7月9日—），瑞典女子足球运动员，场上位置是前锋。她曾代表瑞典国家队参加1991年国际足联女子世界杯，结果队伍获得季军。